# 派克賓館麵包卷
派克賓館麵包卷（英語：Parker House roll）在1870年代由波士顿歐尼帕克豪斯酒店發明的圓麵包，其作法是以擀麵棍將麵團變成橢圓形並從中間折成兩半，它們是用牛奶製成，有黄油的、柔軟的、甜的和脆的。最早的食譜出現在1880年代，他們創作的故事有好幾種變化，但全都牽涉憤怒的糕點廚師將未完成的麵包卷放入烤箱，使其外觀凹陷；芬妮·法默在1896年波士頓廚藝學校食譜上發表了其食譜。